# David di Donatello 1966
La 11a edició dels premis David di Donatello, concedits per l'Acadèmia del Cinema Italià va tenir lloc el 6 d’agost de 1966 al Teatre grecoromà de Taormina. El premi consistia en una estatueta dissenyada per Bulgari.

## Guanyadors

### Millor director
- Alessandro Blasetti - Jo, jo, jo... i els altres (ex aequo)
- Pietro Germi - Signore e signori (ex aequo)

### Millor productor
- Rizzoli Film - Africa addio (ex aequo)
- Dino De Laurentiis - La Bíblia (The Bible: In the Beginning...) (ex aequo)
- Pietro Germi i Robert Haggiag - Signore e signori (ex aequo)

### Millor actriu
- Giulietta Masina - Giulietta degli spiriti

### Millor actor
- Alberto Sordi - Fumo di Londra

### Millor actriu estrangera
- Julie Andrews - Somriures i llàgrimes (The Sound of Music)

### Millor actor estranger
- Richard Burton - The Spy Who Came in from the Cold

### Millor productor estranger
- 20th Century Fox - El turment i l'èxtasi (The Agony and the Ecstasy)

### Millor director estranger
- John Huston - La Bibbia (The Bible: In the Beginning...)

### Targa d'oro
- Rosanna Schiaffino, per la seva interpretació a: La mandragola; dirigida per Alberto Lattuada
- Lana Turner, per la seva interpretació a: Madame X; dirigida per David Lowell Rich
- Mario Chiari, per la fotografia de: La Bíblia (The Bible: in the beginning...); dirigida per John Huston
- Giuseppe Rotunno, per l'escenografia de: La Bíblia (The Bible: in the beginning...); dirigida per John Huston
- Vincenzo Labella, pel seu guió i direcció a: Prologue: The Artist Who Did Not Want to Paint; Curtmetratge documental sobre Michelangelo (13 min.)